# Daniel Narcisse
Daniel Narcisse, francoski rokometaš, * 16. december 1979, Saint-Denis, Réunion.
Leta 2004 je na poletnih olimpijskih igrah v Atlanti v sestavi francoske reprezentance osvojil 5. mesto. V letih 2008 in 2012 je z reprezentanco osvojil naslov olimpijskega prvaka.